# Fornells
Fornells ist eine Ortschaft im Norden der spanischen Baleareninsel Menorca. Sie zählt 1017 Einwohner (2011) und gehört zur Gemeinde Es Mercadal. Fornells liegt an einer vier Kilometer tief einschneidenden, zwei Kilometer breiten Meeresbucht, der Badia de Fornells. Der Ort ist Heimat der Langustenfischer.

## Sehenswürdigkeiten
- Wehrturm Torre de Fornells, restaurierter Martello-Turm von 1801/02, als Museum eingerichtet.